# أموكر (أموڭر)
أموكر هي إحدى مشيخات المملكة المغربية، تتبع جغرافيا لإقليم ميدلت وإداريًا لأموڭر. يقدر عدد سكانها بـ 3473 نسمة حسب الإحصاء الرسمي للسكان والسكنى لسنة 2004.